# Panemeria tenebromorpha
Panemeria tenebromorpha is een vlinder uit de familie uilen (Noctuidae). De wetenschappelijke naam is voor het eerst geldig gepubliceerd in 1996 door Rakosy, Hentscholek & Huber.
De soort komt voor in Europa.